# Freycenet-la-Tour

Freycenet-la-Tour este o comună în departamentul Haute-Loire, Franța. În 2009 avea o populație de 128 de locuitori.